# Тоцци, Бруно
Бру́но То́цци (итал. Bruno Tozzi; 1656—1743) — итальянский ботаник.

## Биография
Бруно Тоцци родился 27 ноября 1656 года во Флоренции в небогатой семье Франческо Симоне Тоцци. Учился философии и теологии, в 1676 году стал монахом Валломброзского аббатства. Неоднократно отказывался от повышений, однако всё-таки стал аббатом. Во время постоянных пеших переходов Тоцци занимался изучением растений региона. Он был другом и учителем Пьера Антонио Микели (впоследствии назвавшем в его честь род Tozzia). Бруно Тоцци создал множество акварельных иллюстраций цветковых и тайнобрачных растений. В обмен на рисунки флоры Италии Тоцци получал от английского ботаника Уильяма Шерарда, с которым он вёл переписку, научную литературу. Также он переписывался с Германом Бурхаве, Джеймсом Петивером и Гансом Слоаном.
Бруно Тоцци был избран членом Лондонского королевского общества в период ок. 1714—1715 гг. Неоднократные приглашения преподавать в Лондоне он отклонял. Осенью 1716 года Тоцци стал членом основателем Флорентийского ботанического общества (первого в своём роде), которое возглавил Микели.
Бруно Тоцци скончался в Валломброзском аббатстве 29 января 1743 года.

## Некоторые научные работы
- Catalogus plantarum Toscaniae (1703)

## Роды растений, названные в честь Б. Тоцци
- Tozzia [P.Micheli] L., 1753